# كوالا كونغ
كوالا كونغ (بالإنجليزية: Koala Kong)‏ هو شخصية خيالية في  سلسلة ألعاب الفيديو كراش بانديكوت، وهو عباره عن حيوان كوالا مفتول العضلات وكان أول ظهور له في كراش 1 عام 1996.